# Plesiochrysa tetrasticta
Plesiochrysa tetrasticta är en insektsart som först beskrevs av Navás 1914.  Plesiochrysa tetrasticta ingår i släktet Plesiochrysa och familjen guldögonsländor. Inga underarter finns listade i Catalogue of Life.